# Canato de Caradague
O Canato de Caradague (em azeri: Qaradağ xanlığı; em persa: خانات قره‌داغ) foi um canato estabelecido no século XVIII. Foi fundado em 1748 por Cazim Cã (r. 1748–1752) com capital em Ahar. Fazia fronteira ao norte com o Canato de Carabaque, a leste com os canatos de Lancarã e Ardabil, ao sul com o canato de Tabriz e a leste com os canatos de Coi e Nachiquevão. Em 1782, Coi e Carabaque uniram forças e ocuparam Caradague, que virtualmente perdeu sua independência. Em 1791, foi subjugado pelo xá Maomé Cã Cajar (r. 1789–1797) e continuou a subsistir até sua eventual abolição em 1828.